# Lutilabria kaszabi
Lutilabria kaszabi är en fjärilsart som beskrevs av Povolny 1978. Lutilabria kaszabi ingår i släktet Lutilabria och familjen stävmalar. Inga underarter finns listade i Catalogue of Life.